# Liptowskie Mury

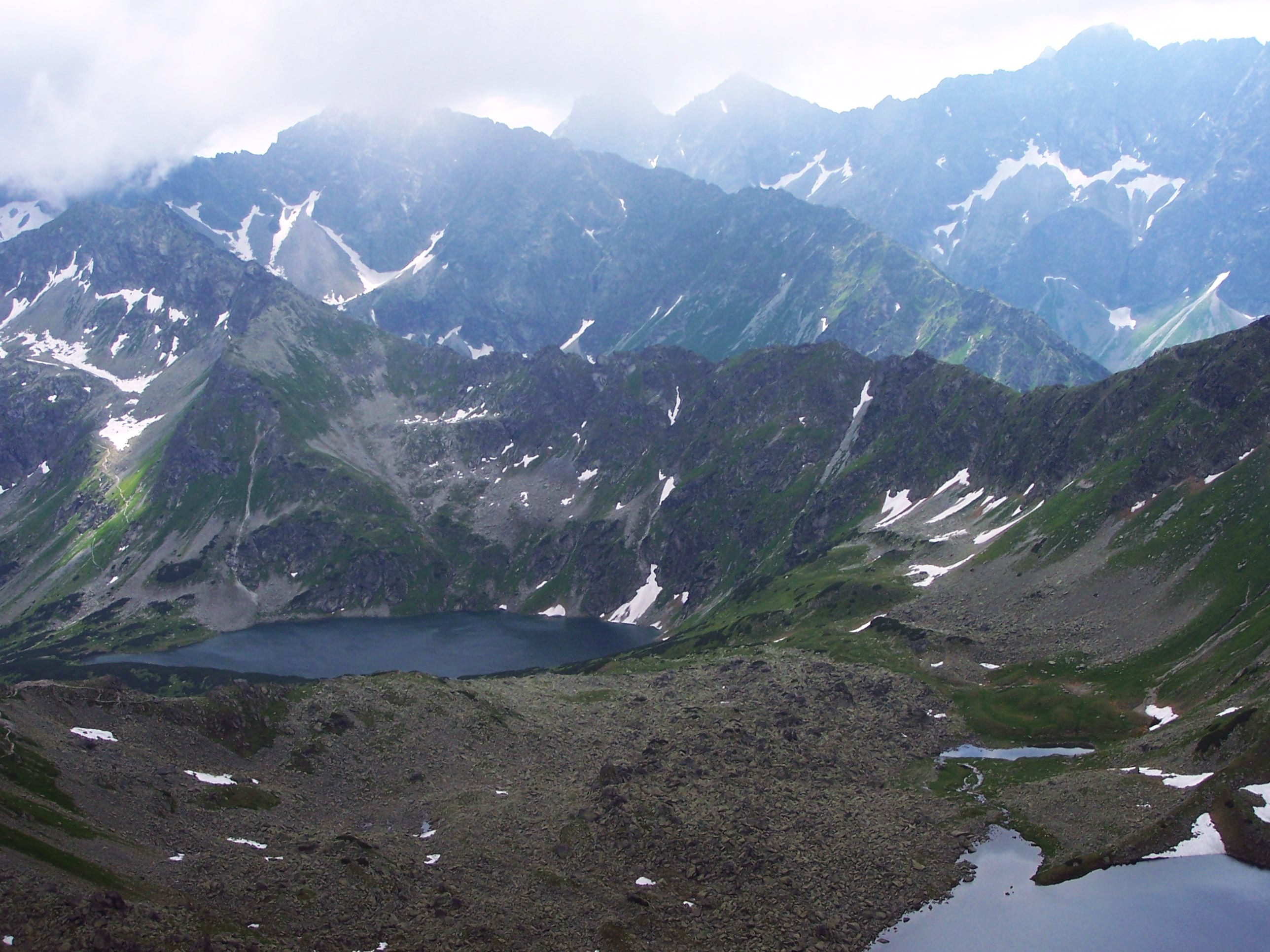
Fragment Liptowskich Murów

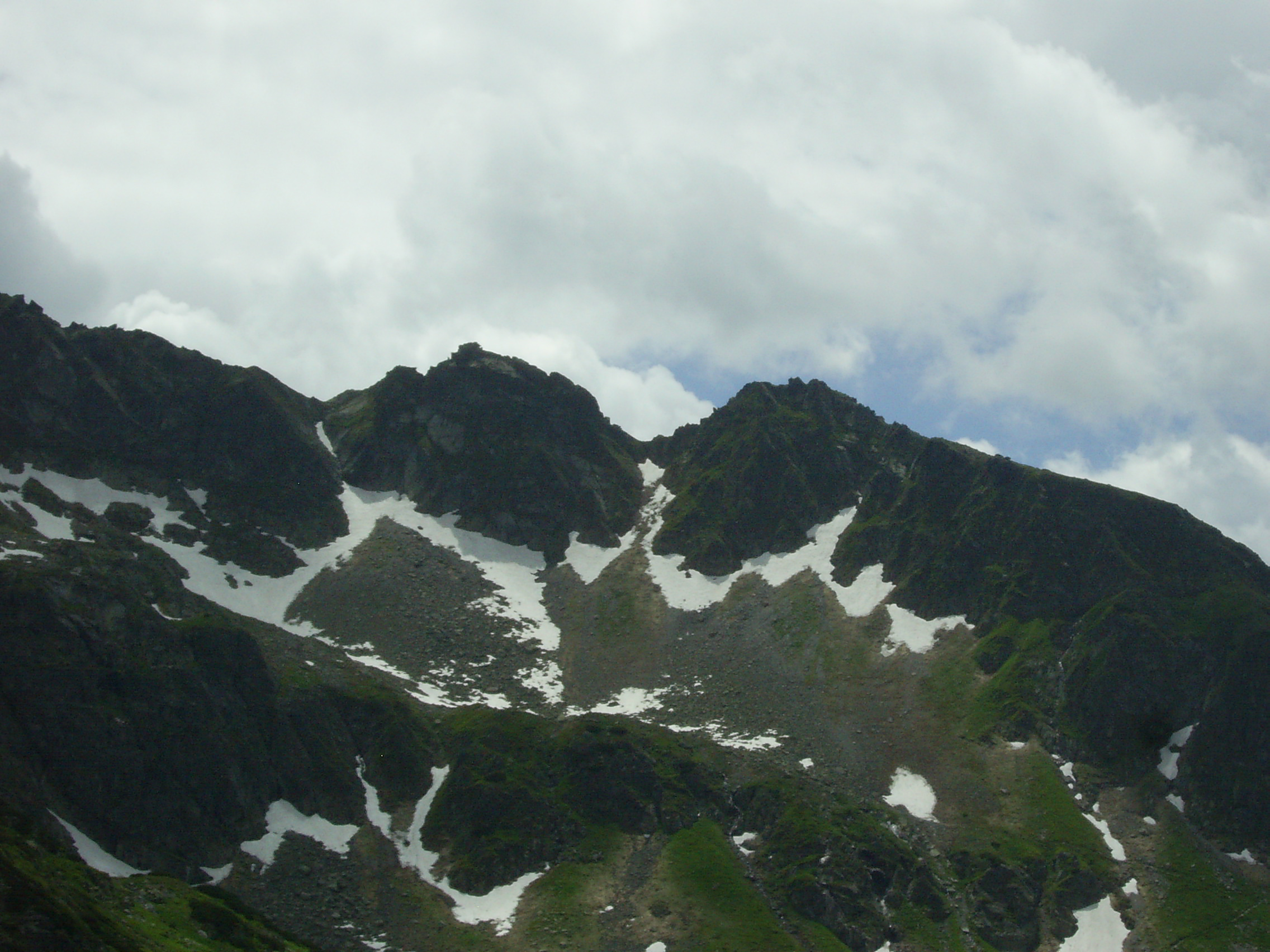
Wyżni i Niżni Kostur

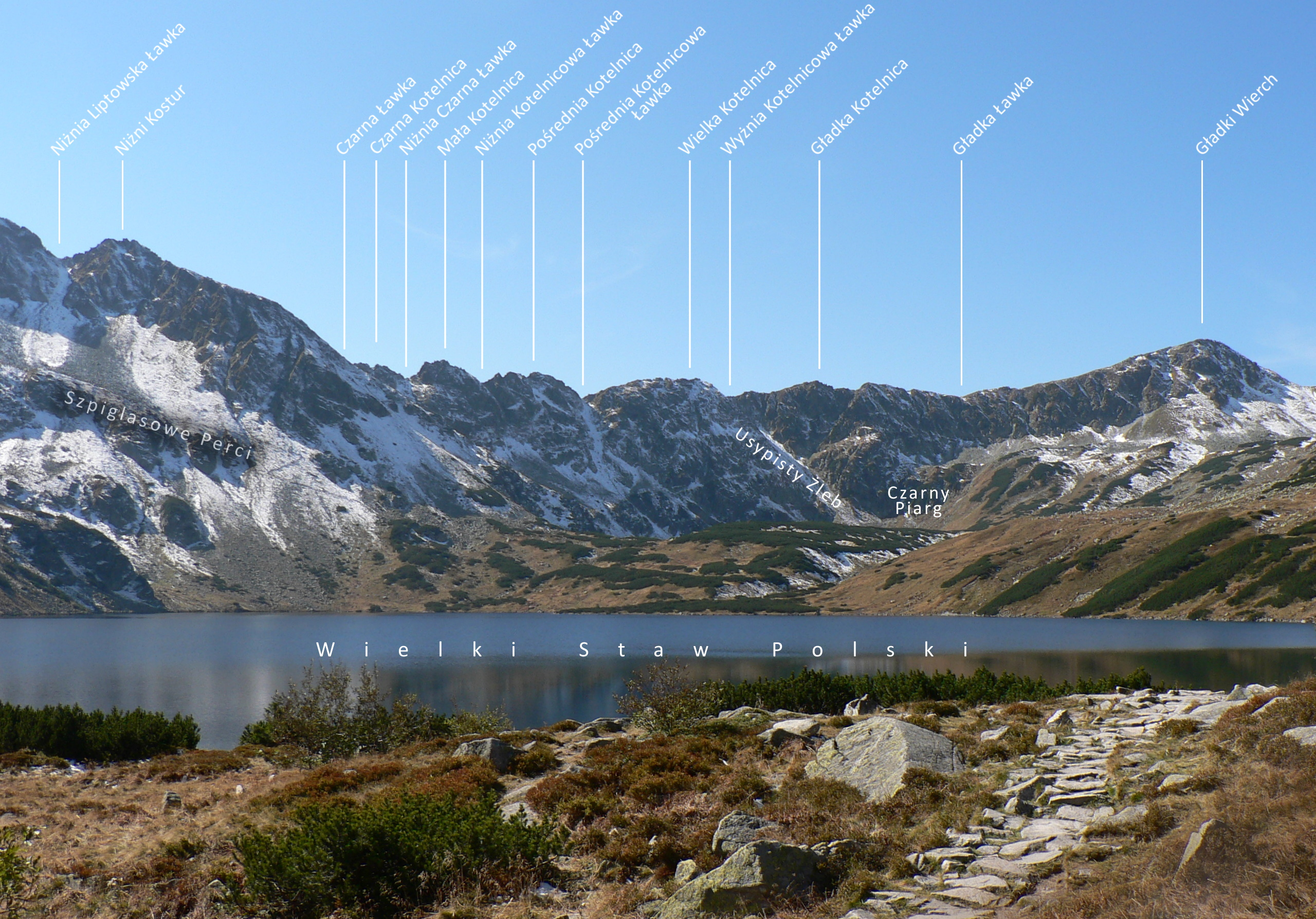
Podpisane szczyty i przełęcze grani Kotelnicy

Liptowskie Mury (słow. Liptovské múry) – część głównej grani Tatr od Wrót Chałubińskiego (albo jak jest podawane w niektórych źródłach od Szpiglasowego Wierchu) do Gładkiej Przełęczy (czasem tylko do Czarnej Ławki). W starszych źródłach można spotkać się także z dłuższym odcinkiem: od Cubryny do Świnicy. Nazwa dotyczy odcinka oddzielającego Podhale od Liptowa, od którego wzięto jej nazwę. Wprowadzona została przez Stanisława Staszica i nie ma potwierdzenia, że była wcześniej używana przez górali. Zbocza Liptowskich Murów opadają w kierunku Doliny Pięciu Stawów Polskich (po stronie polskiej) oraz należących do systemu Doliny Koprowej (Kôprová dolina) Doliny Piarżystej (Piargová dolina), stanowiącej górne piętro Doliny Ciemnosmreczyńskiej (Temnosmrečinská dolina), oraz Dolinki Kobylej (Kobylia dolinka) po stronie słowackiej.
Przebieg grani od Szpiglasowego Wierchu w kierunku północno-zachodnim (z Doliny Pięciu Stawów Polskich licząc od strony lewej):
- Szpiglasowy Wierch – 2172 m n.p.m.
- Wyżnia Liptowska Ławka – przełęcz, 2055 m
- Wyżni Kostur – 2083 m
- Niżnia Liptowska Ławka – przełęcz, 2035 m
- Niżni Kostur – 2055 m
- Czarna Ławka – przełęcz, 1968 m
- grań Kotelnicy:
  - Czarna Kotelnica – 1963 m
  - Niżnia Czarna Ławka – 1950 m
  - Mała Kotelnica – 1974 m
  - Niżnia Kotelnicowa Ławka – 1955 m
  - Pośrednia Kotelnica – 1980 m
  - Pośrednia Kotelnicowa Ławka – 1965 m
  - Wielka Kotelnica – 1987 m
  - Wyżnia Kotelnicowa Ławka – 1975 m
  - Gładka Kotelnica – 1990 m
  - Gładka Ławka – 1965 m
- Gładki Wierch – 2065 m
- Gładka Przełęcz – 1994 m[2].

W latach trzydziestych XX wieku projektowano poprowadzenie drogi z Morskiego Oka przez Szpiglasową Przełęcz, granią Liptowskich Murów, przez Świnicę do Kasprowego Wierchu. Pomysłodawcą był wiceminister komunikacji – Aleksander Bobkowski. Pomysł został oprotestowany. Zrealizowano jedynie (w 1937) krótki odcinek na Szpiglasową Przełęcz, budując szeroką ścieżkę zwaną często „ceprostradą”.
Pierwsze przejścia:
- z Gładkiej Przełęczy na Niżni Kostur: Teodor Eichenwald, Ferdynand Rabowski, Jan Bachleda Tajber, Wojciech Tylka Suleja, 5 sierpnia 1902 r.,
- z Niżniego Kostura na Szpiglasowy Wierch: Zygmunt Klemensiewicz, 20 sierpnia 1905 r.,
- zimą z Czarnej Ławki na Szpiglasowy Wierch: Adam Karpiński, Wilhelm Smoluchowski, 8 kwietnia 1925 r.[4]